# AST-2
O AST-2 é um microssatélite científico brasileiro que está atualmente sendo desenvolvido pelo Instituto Nacional de Pesquisas Espaciais (INPE). Ele terá uma massa de cerca de 100 kg e ainda não temo uma data programado para ser lançado ao espaço.

## Objetivo
A missão AST-2 será concebida para explorar o mecanismo de produção de energia em transientes como explosões solares e estudar a distribuição de gás e poeira galáctica possíveis de serem observadas na faixa de rádio acima de 1000 GHz (1THz ou 299 microns).

## Características
As características básicas são massa da ordem de 100 kg, diâmetro ~ 0,7 – 0,7 – 0,2 metro, sistema simples de estabilização (spinstabilized), órbita com altitude entre 700 – 1000 km, baixo consumo (menor que 1000 W) e óptica simples (“on-axis”) baseada em cornetas corrugadas, podendo ser equipado com refletor parabólico de material muito leve.